# Craniophora hemileuca
Craniophora hemileuca là một loài bướm đêm trong họ Noctuidae.